# Taco Scheltema
Taco Scheltema (ook: Take Pieters Scheltema) (Harlingen, 16 augustus 1766 - Arnhem, 7 september 1837) was een Nederlands kunstschilder.
Scheltema werd geboren in Harlingen. Na korte tijd in Amsterdam onderwijs in de grondslagen van de teken- en schilderkunst te hebben genoten van landschaps- en portretschilder Pleun Piera, bekwaamde hij zich in de schilderkunst in Düsseldorf. Na omzwervingen via Saksen, Rotterdam en Amsterdam vestigde hij zich in 1794 in Rotterdam, waar hij de grondleggers en bestuurders van het Bataafs Genootschap voor Proefondervindelijke Wijsbegeerte schilderde. Scheltema vervaardige meest familiestukken. Hij vestigde zich uiteindelijk in een buitenverblijf bij Arnhem: Landzigt, waar hij in 1837 overleed.

## Familie
Scheltema was een telg uit het geslacht Scheltema en een zoon van herbergier, later: winkelier Pieter Scheltes Scheltema (1702-1771) en diens tweede echtgenote Hinke Bouwes Postma (1721-1782). Hij trouwde in 1799 met Jacomina van Nijmegen (1768-1825) met wie hij vijf kinderen kreeg. Een kleinzoon van hem, Taco Jan Scheltema (1831-1867), was ook kunstschilder. Van beiden bestaan zelfportretten. Een andere kunstenaar in de familie was Leendert Scheltema (1876-1966).